# Тимандра
Тимандра (Τιμάνδρα) — героиня древнегреческой мифологии, одна из дочерей царицы Леды и спартанского царя Тиндарея. Была супругой Эхема, царя Аркадии, родила сына Лаодока. Приходилась сводной сестрой Елене Троянской и Клитеместре. Была неверной женой и бросила Эхема, уйдя от него к Филею, царю Дулихия.
В честь Тимандры был назван астероид (603) Тимандра, открытый в 1906 году.